# A Financial Fable
Az A Financial Fable Carl Barks író és rajzoló 1951-ben megjelent képregénye Donald kacsa és Dagobert bácsi főszereplésével. Az eredetileg cím nélküli történet a Dell Comics Walt Disney’s Comics and Stories című sorozatának 126. számában jelent meg először, melyben Donald a kemény munka helyett könnyű meggazdagodást kíván mindenki számára. Álma valóra is válik, de annak következményei és hatása egyedül bácsikáját nem érik váratlanul. Barks története két, csak évekkel később publikált közgazdaságtani elmélet működését mutatja igen hiteles formában.

## A történet megszületése és megjelenése
Carl Barks 1950-ben írta és rajzolta meg az A Financial Fable-t, akinek megítélése szerint a történet technikailag igen jól sikerült. „Szinte olyan ritmusa volt, akár egy zeneműnek…” – nyilatkozta Barks, aki később azt is humorosan megjegyezte, hogy a könnyű meggazdagodásról írt története egyszer még egy szibériai gulagba fogja juttatni.
A Western Publishing, a Dell Publishing partnercége 1950. szeptember 14-én vette át a tíz oldalas, eredetileg cím nélküli A Financial Fable történetét, mely első alkalommal a Walt Disney’s Comics and Stories című sorozat 126. számában, 1951 márciusában jelent meg. Eredeti megjelenése után a képregényt többször is  kiadták, először 1970-ben, a már a Gold Key Comics kiadásában megjelenő Walt Disney’s Comics and Stories 363. számában.

## A cselekmény
|  | Alább a cselekmény részletei következnek! |

Donald és három unokaöccse, Tiki, Niki és Viki multimilliárdos Dagobert bácsikájuk farmján dolgoznak. A három kiskacsával ellentétben, Donald egyáltalán nem élvezi a dolgot, és azon töri a fejét, miképp tudna munka nélkül meggazdagodni. Mivel  nem önző, azt kívánja, hogy bárcsak mindenki milliomos lenne, hogy senkinek ne kelljen dolgoznia. Mikor arra jár a hihetetlen szerencséjéről hírhedt Gúnár Gusztáv, úgy dönt, hogy inkább vele megy horgászni és élvezni a semmittevést, hátha közben neki is kijut valami unokatestvére mázlijából. Dagobert eközben szintén pihenőt tart, és megmártózik a pénzében, amit a farm közelében egy kukoricaraktárba rejtett el. Nem sokkal ezután hirtelen hatalmas forgószél kerekedik, ami kiszippantja az összes pénzt a magtárból. Dagobert a történtek ellenére nem esik kétségbe, tovább folytatja munkáját a veteményesben, mondván nemsokára úgyis visszavándorol hozzá a pénz.
Donald eközben kérleli Gusztávot, hogy kívánjon neki egy millió dollárt, hogy soha többé ne kelljen dolgoznia. Gusztáv az unszolásra végül beleegyezik, kitartja kalapját, és azt kívánja, hogy hulljon bele pénz az égből. Donald meglepetésére Gusztáv kalapjába kétmillió dollár hullik, amit el is osztanak egymás közt, mit sem tudva a Dagobert vagyonával történt incidensről. A két kacsa azonnal világkörüli útra akar indulni, Donald azonban előtte még beugrik a farmra, hogy unokaöccseit is magukkal vigye. Tiki, Niki és Viki azonban maradni akarnak, mivel az állatokat valakinek gondoznia kell. Már éppen szólnának Donaldnak, hogy az égből hullott pénz Dagoberté, mikor az megnyugtatja őket, mondván hamarosan úgyis visszahozza neki.
Eközben a pénzesőből másoknak is bőségesen jutott. Mikor Donald és Gusztáv megállnak, hogy teletankolják kocsijukat, a benzinkútnál senkit sem találnak. A tulaj ugyanis, hozzájuk hasonlóan, elindult világot látni. Az étteremnél és a buszpályaudvaron ugyanez a helyzet, senki sem dolgozik, hiszen mindenki milliomos lett. Dagobert, Tiki, Niki és Viki eközben továbbra is keményen dolgoznak a farmon, gondozzák a növényeket és az állatokat. Napokkal később Donald, aki ugyan gazdag, de pénzét nem tudja elkölteni, leszegett fejjel indul vissza bácsikájához, hogy visszakönyörögje magát a farmra. Dagobert beleegyezik, de a koszt árát könyörtelenül felszámítja: egy darab tojás egy millió dollár. Mivel a pénzeső óta egyedül Dagobert és unokaöccsei dolgoztak, már csak náluk kapható élelmiszer, így előbb utóbb mindenki hozzájuk tér be, ha nem akar éhezni. Dagobert csillagászati árainak köszönhetően hamarosan vissza is szerzi a vagyonát.
|  | Itt a vége a cselekmény részletezésének! |

## Motívumok és közgazdasági modellek
Az A Financial Fable Barks első olyan képregénye, melyben Dagobert bácsit a korábbi történetekkel ellentétben pozitívan, a protestáns etikát tükrözően ábrázolja. Ebben a történetben Dagobert már nem kegyetlen kapitalista kizsákmányolóként szerepel. A munkából ugyanúgy kiveszi a részét mint alkalmazottai, akiktől nem követel többet, mint magától. Dagoberttel, három unokaöccsével, és a protestáns szemlélettel ellentétben, melynek felfogása szerint a jelen élvezeteit fel kell áldozni a jövőbeli haszon érdekében, Donald gyűlöli a munkát, és inkább csak lustálkodna. Ennek a két szemléletnek az összeütközése Barks egy későbbi, 1956-ban megjelent művének, a Land Beneath the Groundnak is központi eleme. Dagobert szemléletében, az A Financial Fable-ben a kapitalista rendszerben megszületett amerikai álom sikerhez vezető erényei keverednek egy korábbi és nosztalgikusabb, a birtokát gondozó farmer képével. A történet mondanivalója szerint a gazdagság csak azokat illeti meg jogosan, akik kemény munkával és fegyelemmel kiérdemelték azt. Ugyanakkor tisztában kell lenni azzal, hogy a pénz önmagában értéktelen, csak „papír és fém”. Dagobert valójában csak azért szereti, mert imád úszni benne. A szereplő az A Financial Fable előtt két hónappal korábban megjelent Billions to Sneeze At történetében merült bele először vagyonába. Míg azonban abban ez kapzsiságának, addig ebben az epizódban mindez Dagobert gyermeki oldalának megnyilvánulása.
A képregény szerkezete leginkább egy klasszikus mesére emlékeztet, mely arra figyelmezteti olvasóit, hogy vigyázzanak arra, hogy mit kívánnak, mert az valóra válhat. Mikor Dagobert vagyonát felkapja és szétszórja egy tornádó, Donald leghőbb vágya teljesül, azaz munka és  erőfeszítés nélkül hirtelen milliomossá válik, akárcsak összes amerikai honfitársa. Ellentétben az újdonsült milliomosokkal, a hirtelen elszegényedett Dagobert, aki láthatóan előre tudja mi lesz a történtek következménye, tovább folytatja munkáját. Mivel nemsokára az ő farmja lesz az egyetlen hely, ahol termelés folyik, a munkájukat feladó emberek csak hozzá fordulhatnak, ha élelmiszert szeretnének vásárolni, Dagobert pedig az egekig emelheti az árait. Az öreg kacsa így maradéktalanul visszaszerzi elvesztett vagyonát, az álmodozó Donaldnak pedig ismét folytatnia kell alulfizetett munkáját. Barks története közgazdaságtanilag egy igen reális képet vázol fel. Az 1976-ban Közgazdasági Nobel-emlékdíjjal kitüntetett monetarista Milton Friedman elmélete szerint a piacgazdaság rendszere stabil, és amennyiben egyensúlytalanság lépne fel, a piaci automatizmusok azt a rugalmas árak segítségével helyreállítják. Túlkereslet esetén árszínvonal-növekedés következik be, ami csökkenti a pénz vásárlóértékét. Friedman képletes hasonlata szerint a nagy mértékű defláció, az általános árszínvonal csökkenésének ellenszere helikopterről pénzt dobni a gazdaságba. Az A Financial Fable történetében ehhez hasonló folyamat figyelhető meg. Miután Dagobert pénzét szétszórja a tornádó, az emberek úgy érzik, hogy kevesebbet, vagy egyáltalán nem kell már dolgozniuk. A piacon kínált termékek mennyisége csökken, a irántuk való kereslet növekszik, melynek megfelelően a termelő, Barks története esetében Dagobert, magasabb árat kérhet értük. Barks egy későbbi, 1954-ben megjelent története, a Tralla La szintén  hasonló helyzetet dolgoz fel. Az A Financial Fable egy másik gazdasági hipotézis, a John Muth által 1961-ben publikált racionális várakozások elméletét is idézi, mely azt vallja, hogy az emberek gazdasági döntéseik során figyelembe veszik az összes elérhető információt, és ennek alapján folyamatosan módosítják a gazdaságról alkotott nézeteiket és várakozásaikat. Barks történetében Dagobert racionálisan gondolkodik, előre látja mások reakcióit és ennek megfelelően hozza meg döntéseit.